# 42 Весов
42 Весов (лат. 42 Librae, HD 139663) — одиночная звезда в созвездии Весов на расстоянии приблизительно 374 световых лет (около 115 парсеков) от Солнца. Видимая звёздная величина звезды — +4,96m.

## Характеристики
42 Весов — оранжевый гигант спектрального класса K3IIICN2. Радиус — около 25,9 солнечных, светимость — около 213,6 солнечных. Эффективная температура — около 4478 К.